# IC 1723
IC 1723 је спирална галаксија у сазвјежђу Рибе која се налази на листи објеката дубоког неба у Индекс каталогу.
Деклинација објекта је + 8° 53' 20" а ректасцензија 1h 43m 14,1s. Привидна величина (магнитуда) објекта IC 1723 износи 13,1 а фотографска магнитуда 13,9. IC 1723 је још познат и под ознакама UGC 1205, MCG 1-5-28, CGCG 412-22, IRAS 01406+0838, PGC 6332.